# Metodo Grimaldi
Il metodo Grimaldi (o metodica Grimaldi) è un tecnica riabilitativa fisioterapica basata sull'accorciamento muscolare e sulla sollecitazione di trazione.  Il metodo Grimaldi è utilizzato soprattutto nella riabilitazione di soggetti con esiti di stroke, benché diversi studi abbiano dimostrato l'efficacia del metodo nella gestione della sclerosi multipla.

## Metodo
Si tratta di mobilizzare passivamente determinati segmenti corporei per determinare a livello di gruppi muscolari bersaglio una dinamica di allungamento ed accorciamento (vedi analogia con il ciclo stretch shortening che caratterizza l'azione pliometrica e l'esercizio pliometrico).
Nella versione consolidata da diversi anni il segmento corporeo da mobilizzare passivamente viene fatto oscillare attraverso una serie di elementi elastici ad una frequenza compresa tra i 1 e 3 Hz.
L'allungamento muscolare prodotto dalle oscillazioni dovrebbe di per sé essere contrastato da un recupero di forza conseguente; se l'accorciamento muscolare repentino che fa seguito all'allungamento impedisce lo sviluppo di una tensione adeguata (fallimento di contrazione), compromettendo la funzione che si sta realizzando, si può speculare che intervenga un adeguamento adattativo permanente (apprendimento) dei segnali di controllo discendenti.

Come ogni intervento fisioterapeutico, il metodo Grimaldi dovrebbe essere rivolto verso una riabilitazione funzionale piuttosto che al semplice miglioramento del pattern motorio periferico.
In ragione di questo dovremmo chiederci quale funzione il sistema sta realizzando nel mentre uno o più segmenti corporei vengono fatti oscillare passivamente ad una determinata frequenza. Qualunque sia la funzione svolta (percettivo – motoria), se aderiamo ad una visione perturbativa dell'apprendimento motorio, occorre perturbare criticamente la funzione realizzata. È quantomeno intuitivo che qualsivoglia funzione viene perturbata dal fallimento di contrazione dei muscoli coinvolti.
La metodologia di accorciamento muscolare e sollecitazione di trazione è una maniera di produrre fallimento di contrazione consolidata negli anni dalla pratica clinica.